# Poikilospermum suaveolens
Poikilospermum suaveolens är en nässelväxtart som först beskrevs av Carl Ludwig von Blume, och fick sitt nu gällande namn av Elmer Drew Merrill. Poikilospermum suaveolens ingår i släktet Poikilospermum och familjen nässelväxter. Inga underarter finns listade i Catalogue of Life.